# 県政インフォメーション
『県政インフォメーション』（けんせいインフォメーション）は、2009年4月4日から2014年3月23日まで鹿児島放送で放送されていた鹿児島県の行政広報番組。
本番組が放送した内容は、番組公式サイトで動画配信されていた。

## 放送時間

### 本放送
- 土曜 10:45 - 10:50 （2009年4月4日 - 2011年9月24日）
- 日曜 13:55 - 14:00 （2011年10月2日 - 2013年9月29日）
- 日曜 11:45 - 11:50 （2013年10月6日 - 2014年3月23日）

### 再放送
- 日曜 05:15 - 05:20 （2011年4月3日 - 2011年9月25日）
- 月曜 05:15 - 05:20 （2011年10月3日 - 2013年3月25日）

## ナレーター
- 國方栄利子（鹿児島放送アナウンサー）